# Rodijola
Rodijola (lat. Rhodiola) biljni rod iz porodice tustikovki (Crassulaceae) s oko šezdesetak vrsta trajnica. Ovaj rod po nekim klasifikacijama sinonim je roda Sedum ili žednjak.
Ljekovita vrsta ružičasti žednjak (R. rosea) jedini je predstavnik u Hrvatskoj ako Rhodiola nije sinonim za rod Sedum.

## Vrste
1. Rhodiola algida
2. Rhodiola alsia
3. Rhodiola amabilis
4. Rhodiola angusta
5. Rhodiola atsaensis
6. Rhodiola atuntsuensis
7. Rhodiola bouffordii
8. Rhodiola bupleuroides
9. Rhodiola calliantha
10. Rhodiola chrysanthemifolia
11. Rhodiola coccinea
12. Rhodiola crenulata
13. Rhodiola cretinii
14. Rhodiola daochengensis
15. Rhodiola discolor
16. Rhodiola dumulosa
17. Rhodiola fastigiata
18. Rhodiola feiyongii
19. Rhodiola fushuhsiae
20. Rhodiola gelida
21. Rhodiola handelii
22. Rhodiola heterodonta
23. Rhodiola himalensis
24. Rhodiola hobsonii
25. Rhodiola humilis
26. Rhodiola imbricata
27. Rhodiola integrifolia
28. Rhodiola ishidae
29. Rhodiola junggarica
30. Rhodiola kaschgarica
31. Rhodiola kirilowii
32. Rhodiola kunlunica
33. Rhodiola litwinovii
34. Rhodiola lobulata
35. Rhodiola ludlowii
36. Rhodiola macrocarpa
37. Rhodiola marginata
38. Rhodiola nepalica
39. Rhodiola nobilis
40. Rhodiola pachyclada
41. Rhodiola pamiroalaica
42. Rhodiola prainii
43. Rhodiola primuloides
44. Rhodiola purpureoviridis
45. Rhodiola quadrifida
46. Rhodiola recticaulis
47. Rhodiola rhodantha
48. Rhodiola rosea
49. Rhodiola saxicola
50. Rhodiola saxifragoides
51. Rhodiola sedoides
52. Rhodiola semenovii
53. Rhodiola serrata
54. Rhodiola sherriffii
55. Rhodiola sinuata
56. Rhodiola smithii
57. Rhodiola staminea
58. Rhodiola stapfii
59. Rhodiola stephanii
60. Rhodiola subopposita
61. Rhodiola tangutica
62. Rhodiola tibetica
63. Rhodiola tricarpa
64. Rhodiola wallichiana
65. Rhodiola wenchuanensis
66. Rhodiola yunnanensis

## Vanjske poveznice
|  | Zajednički poslužitelj ima još gradiva o temi Rhodiola |
|  | Wikivrste imaju podatke o taksonu Rhodiola             |